# ديفيد لور
ديفيد لور (مواليد 1974) صحفي امريكي كتب واجرى مقابلات مع أكثر المجرمين سيءِ السمعة في العالم.

## نبذة
اكتسب لور في عام 2003 شهرة قومية بعدما قام كانساس القاتل المتسلسل دينيس رادير (المعروف باسم BTK) بكتابة رسائل إلى وسائل الإعلام. وتضمنت إحدى رسائله قائمة بفصول كتاب بعنوان «قصة BTK» التي شابهت بشكل كبير فصول كتاب لور BTK عن الجرائم. وكان هذا من بين المعلومات التي قادت الشرطة إلى القبض على [دينيس القاتل المتسلسل] واعترافه بجرائمه وإدانته في نهاية الأمر بقتل 10 أشخاص بين عامي 1974 و 1991. كان لور في السابق كاتبا رئيسيا للتحقيقات في الجرائم في قناة CourtTV's Crime Library وقناة ديسكفري، حيث ترأس التقرير الجنائي في Investigation Discovery  وابلغ عن قضايا الجرائم الحقيقة في الأخبار. أصبح لور الآن من كبار المراسلين الجنائين في هافينغتون بوست. وأيضا كان ل لور دور فعال في المساعدة بتبرئة ماك، وهو فنان هيب هوب يدعي لور أنه تمت ادانته ظلما بقتل أحد معجبينه في عام 2000.
يعيش لور في نيو أورلينز، لويزيانا.

## روابط خارجية
- الموقع الرسمي
- Crime Library